# Schizonycha punctatissima
Schizonycha punctatissima är en skalbaggsart som beskrevs av Brenske 1899. Schizonycha punctatissima ingår i släktet Schizonycha och familjen Melolonthidae. Inga underarter finns listade i Catalogue of Life.